# 724 Hapag
724 Hapag eller 1911 NC är en asteroid i huvudbältet, som upptäcktes den 21 oktober 1911 av den österrikiske astronomen Johann Palisa. Den är uppkallad efter det tyska rederiet Hamburg-Amerikanische Packetfahrt-Actien-Gesellschaft (HAPAG).
Asteroiden har en diameter på ungefär 9 kilometer. Efter upptäckten 1911 tappades den bort och återupptäcktes först 1988.